# إبراهيم بطرس إبراهيم
إبراهيم بطرس إبراهيم، (1911-1993)، هو كاتب وصحفي ومترجم سرياني عراقي من عشيرة آل عيسو.

## حياته ونشأته
- ولد في منطقة قره قوش عام 1911، في محافظة الموصل شمال العراق، حيث نزحت عائلتهُ من مدينة تكريت مع قوم من السريان التكريتيين، في أواخر القرن العاشر إلى الموصل، وفي عام 1917 دخل المدرسة الابتدائية الوحيدة في البلدة، ثم أنهى تعليمه الابتدائي بتفوق، وكان شغوفاً بطلب العلم والمعرفة.
- بعد تخرجهِ من المدرسة الابتدائية بعدة سنوات، سافر إلى لبنان في عام 1922 لدخول دير الشرفة، وكان من أوائل زملائه أثناء الدراسة، فأتقن اللغات السريانية والفرنسية واللاتينية بجانب اللغة العربية.
- نظم في السريانية شعراً ونثراً، فكتب أول قصيدة شعرية باللغة السريانية عام 1930، بمناسبة الانتهاء من دراسة الفلسفة والبدء بدراسة اللاهوت، تظهر فيها شاعريته واسلوبه في نظم الشعر، ولقد كتب في الفلسفة والمديح والهجاء والاجتماع والدين.
- واصل دراسته، فتلقى العلوم الفلسفية واللاهوتية، إلى أن رسم إنجيلياً. لكنهُ ما لبث أن عاد إلى وطنهِ العراق بحدود عام 1935- 1936. فعمل في بداية الأمر معلماً في المدرسة السريانية ألافرامية ببغداد، ومن ثم عمل في القصادة الرسولية ببغداد أيضاً.
- عمل مترجماً في مديرية البريد والبرق العامة ببغداد عام 1951 وحتى إحالته على التقاعد عام 1963.
- ظهرت بوادر اهتماماته في التأليف والترجمة والنشر في الصحافة العراقية والعربية منذ عقد الثلاثينيات من القرن العشرين، حيث أخذ يدبج مقالاته في الأغراض المختلفة: الأدبية والاجتماعية والدينية، ثم توسعت مجالات كتاباتهِ وترجماته، فضلاً عن نظمهِ للشعر السرياني، وكان لهُ العشرات من القصائد التي قيلت في مناسبات مختلفة، كتبها في العراق ولبنان والقدس عندما كان يتلقى علومه هناك، وهي تتميز بقوة العبارة وحسن الألفاظ، والتمكن من اللغة.
- نشر إبراهيم عيسو نتاجاته في أغلب الصحف والمجلات العراقية آنذاك فنشر في مجلات منها: (نشرة الأحد، الفداء، لسان المشرق، النور، الرسالة الجديدة، المسرة اللبنانية)، ونشر في عدد من الصحف والجرائد منها: (جريدة الثبات، الأخبار، العالم العربي، الأحوال).
- كان مقص الرقابة آبان عهد المملكة العراقية يحذف مقاطع من مقالاتهِ، بسبب انتقاده الشديد للأوضاع الاجتماعية السائدة آنذاك.
- عمل في لجنة المصطلحات والتأليف والقاموس والترجمة والنشر في مجمع اللغة السريانية في بغداد منذ عام 1974، بجانب العلامة كوركيس عواد وغيره من المضطلعين في اللغة السريانية.[5]

## أعماله ووظائفه
كان عضواً في لجنة التأليف والإشراف على طبع مناهج كتب اللغة السريانية للمرحلة الابتدائية، ولم يترك إبراهيم عيسو شاردة أو واردة إلا وكتب عنها أو ترجم لها، وآثاره الغزيرة المنشورة والمخطوطة التي دبجها يراعه البارع تدل على ذلك، وله أربعة كتب مطبوعة ومجموعة كبيرة من الدوريات والمقالات المنشورة وكذلك عدد كبير من الكتب المخطوطة.

## من آثاره المنشورة من الكتب
- 1جان جاك روسو في ميزان الحقيقة، مطبعة شفيق، بغداد، 964
- فلنذهب إليه، رواية من تأليف الروائي البولندي هنريك سينكويفش، عربها عن اللغة الفرنسية، مطبعة شفيق، بغداد، 1964.
- القراءة السريانية للصف الأول الابتدائي، مشترك مع نخبة من الكتاب السريان، وزارة التربية، دار الحرية للطباعة، 1974.
- مأساة عتليا، تأليف الشاعر الفرنسي جان راسين، فترجمها إلى السريانية شعراً، مطبوعات مجمع اللغة السريانية، مطبعة أوفسيت المشرق، بغداد، 1978.

## الدوريات
- الحياء البشري، قصة قصيرة معربة من اللغة الفرنسية، مجلة نشرة الأحد، الجزء الثامن، 14 نيسان 1935. ونشرت أيضاً في مجلة الفداء، العدد الأول، السنة الأولى، أيار 1935 صفحة 45.
- خبر واقعي، قصة قصيرة، معربة عن اللغة الفرنسية، مجلة نشرة الأحد، الجزء14، 7 تموز 1935.
- المرتل، قصة قصيرة مترجمة، معربة عن اللغة الفرنسية، مجلة نشرة الأحد، العدد 22، الجزء 21 السنة 15، 25 تشرين الأول 1936.
- نابليون الثاني، مقال للشاعر الفرنسي فكتور هوغو، تعريب، مجلة نشرة الأحد، الجزء التاسع، السنة 16، 25 نيسان 1937.
- العقاب، للشاعر الفرنسي فكتور هوغو، مهداة إلى هتلر (الفوهرر) تعريب، جريدة الأحوال البغدادية، العدد 319 الصادرة بتاريخ 17 أيلول 1941.
- المهاجر، للفيلسوف الفرنسي لاميني (من أدب الغرب)، تعريب، مجلة الرسالة الجديدة البغدادية، العدد الخامس، السنة الأولى، 1954.
- الأدب والفن، نانكو بالسكانكي، دراسة في حياته، تعريب عن اللغة الفرنسية، جريدة الثبات البغدادية، العدد 24، السنة السادسة، 13 شياط 1960 وفي 20 شباط 1960.
- أيها المسيح، نشيد ميمر، تأليف الشاعر الفرنسي لامارتين، نظم عام 1829، تعريب، مجلة النور، أيلول 1951، بغداد.
- الشعر، للشاعر لامارتين، تعريب، مجلة الفداء، السنة الأولى، تموز 1951.
- قلبان حساسان، قصة، بقلم جراهام كرين، ترجمها من اللغة الإنكليزية إلى اللغة الفرنسية مارسيل سيبون، عربها عن اللغة الفرنسية، جريدة الثورة البغدادية في 20 كانون الثاني 1968.
- الأدب العراقي المعاصر، مقال بقلم المسيو بيروس، معرب عن اللغة الفرنسية، جريدة البلاد، صفحة الأدب والحياة، 8 حزيران 1958.
- الشباب، مقال، جريدة الأحوال البغدادية، العدد الصادر يوم الثلاثاء 10 آذار 1942، وقع المقال بالاسم المستعار ( دوار ).
- الأدب والطفل، نقد، جريدة الأخبار البغدادية، الجمعة 29 أيلول 1944.
- لقد عصرت الليمونة، نقد لاذع لإذاعة (هنا برلين) الناطقة بالعربية، جريدة الأحوال البغدادية، العدد17، في 19 آذار 1942.
- عيد الميلاد، مقال، جريدة الأخبار، العدد 914، في 25 كانون الأول 1942.
- حفلتان شيقتان، كتبها لمناسبة توقف الحرب العالمية الثانية وسقوط هتلر، جريدة العالم العربي، العدد 5368، الأربعاء 16 أيار 1945، وقعت بالاسم المستعار (بقلم مشاهد).
- قره قوش والكثلكة، مقالات نشرت تباعاً في مجلة نشرة الأحد، السنة 14، الجزء 18، من 21 تموز 1935 لغاية 1 ايلول 1935.
- ناقرتايا أم يوحنا الديلمي، مقال، مجلة نشرة الأحد، العدد 18 في 29 آب 1936.
- نظرة في الحرب العالمية الثانية، مقال، جريدة الأحوال، العدد 326، السنة الثالثة في 25 أيلول 1941.
- الفيلسوف، مقال، جريدة الأحوال، العدد 397 في 18 ك1 1941.
- أيهما أغلب، قصة، جريدة الأحوال، العدد 463، السنة الثانية في 11 آذار 1942.
- من أبناء الأفاعي، نقد خفي لحالة المجتمع، جريدة الأحوال العدد الصادر في 21 شباط 1942. (حذفت الرقابة في العهد الملكي مقاطعاً منها).
- كيف يفهمون الديمقراطية، مقال، جريدة الأخبار، العدد الصادر في يوم الجمعة 18 ت1 1941.
- ذكرى غراء، جريدة الأخبار، الصادرة في 12 اذار 1947.
- المرأة السامرية، مقال، مجلة المسرة العدد 52، أيار 1966.
- روسو في بوطقة الحقيقة، نقد وتحليل، مجلة نشرة الأحد، السنة 16، في 22 ك1 1937.
- قصيدة طويلة باللغة السـريانية نشرت في كتـاب (قطـوف مهرجان افرام - حنين، بغداد 1975)، صفحة 129- 130.

## آثاره المخطوطة من الكتب
- مسرحية السيد، تأليف الشاعر الفرنسي بيير كورنيل ، نقلها إلى السريانية ، بغداد ، 1977.
- الأدب أو بول وفرجيني، تأليف برنار دين وسان بيير، ترجمها من الفرنسية إلى السريانية، بيروت 1955.
- كرازيلا، تأليف دي لامارتين ، تعريب عن الفرنسية، بغداد 1963 .
- إلى القهقري أو أفكار صديق ، تأليف ديو باساج، بغداد، تعريب عن الفرنسية، بغداد 1950 .
- القضية الكردية ، تأليف بازيل نيكستن ، تعريب عن الفرنسية، نشر في حلقات في جريدة الأهالي الصادرة في 28 و 30 و 31 تموز 1959.
- العلاقات بين العقل والأيمان ، تأليف بول دي بروكلي، تعريب عن الفرنسية، بغداد، 1956 .
- المذنب ، قصة طويلة ، تأليف فرانسوا كوبي، تعريب عن الفرنسية، بغداد 1967.
- الكونت دي مونت كريستو، رواية، تأليف اسكندر دوماس ، تعريب عن الفرنسية ، بغداد
- فتاة العجائب ، رواية ، تأليف الكاتبة الفرنسية آن دنلوب ، تعريب ، بغداد ، 1971 .
- الأكراد وحقوقهم ، تأليف لوسيان زامبو ، تعريب عن الفرنسية ، بغداد ، 1971 .
- قصص للأطفال ، تأليف لافونتين ، ترجمتْ إلى الفرنسية شعراً.
- ديوان شعري يحوي على عشرات القصائد بالسريانية كتبت في مناسبات مختلفة بين العراق ولبنان والقدس
- ميامر مار أفرام السرياني حسب النسخة السريانية المطبوعة في مطبعة دير الشرفة / لبنان عام 1906 ، ترجمت من السريانية إلى العربية.
- رسائل فلكسينوس المنبجي (اسقف منبج) إلى رهبان دير سينوس عام 564 ميلادية، وحسب النسخة المطبوعة في لوفان، بلجيكا عام 1963. عربها عن الفرنسية وعلق عليها، بغداد، 28 كانون الأول 1976.(مخطوط)

## المقالات
- الوحدة، قطعة أدبية رائعة للشاعر الفرنسي دي لامارتين، تعريب، بغداد، 1954.
- حسايات يوم الجمعة العظيمة، ترجمها عن السريانية إلى العربية، بغداد، 1937.
- حاضرة الفاتيكان، مقال بقلم هنري ديبرو، تعريب.
- الريشة البيضاء، قصة قصيرة، بقلم كريزيني، تعريب عن الفرنسية، بغداد 1963.
- قاطع طريق واخته، قصة قصيرة واقعية، عربها عن الفرنسية، بغداد 1962.
- التعويذة، قصة بقلم الأب تيوديير، عربها عن الفرنسية، بغداد، 1963.
- تضحية أخت، قصة واقعية، بقلم فلدور، عربها عن الفرنسية، بغداد، 1952.
- ليلة مايس، قصيدة شعرية، للشاعر الفرنسي الفريد دي موسيه، تعريب عن الفرنسية، بغداد، 1957.
- ليلة ديسمبر، قصيدة شعرية طويلة، للشاعر دي موسيه، تعريب عن الفرنسية، بغداد، 1957.
- ليلة آب، قصيدة شعرية وهي عبارة عن محاورة بين الشاعر وربة الشعر، للشاعر دي موسيه، تعريب عن الفرنسية، بغداد، 1957.
- ليلة أكتوبر، قصيدة شعرية طويلة للشاعر دي موسيه، تعريب عن الفرنسية، 1958.
- ذكرى، قصيدة طويلة للشاعر دي موسيه، تعريب عن الفرنسية، 1958.
- الحسرة الأولى، نشيد للشاعر دي لامارتين، وهذا النشيد هو أشهر رثاء أوحي إلى الشاعر في ذكرى ( كرازيلا ) كتبه عام 1830، عربه عن الفرنسية، بغداد، 1955.
- الكلمات الأخيرة، قصيدة للشاعر دي لامارتين، وعنوان القصيدة مستل من قول السيد المسيح لتلاميذه في بستان الزيتون (إن نفسي حزينة حتى الموت ، امكثوا وصلوا معي) تعريب عن الفرنسية، بغداد، 1957.

## وفاته
توفى في بغداد في 10 آذار 1993، ودفن في مقبرة كنيسة مار يوحنا المعمدان في مسقط رأسه قره قوش.